# 中国民主同盟第一届中央委员会第三次全体会议
中国民主同盟第一届中央委员会第三次全体会议簡稱民盟一屆三中全会，是1948年1月5日至19日，中国民主同盟在香港召开的一場會議。会场上悬挂着杜斌丞、李公朴、闻一多和陶行知四人的遺像。
参加会议的中央委员有沈钧儒、章伯钧、柳亚子、朱蕴山、周新民、邓初民、罗子为、沈志远、刘王立明、李伯球、李文宜、罗涵先等二十九人，另有民盟南方总支部、西南总支部和上海市、重庆市、云南省、福建省、港九、马来亚支部的代表共十二人列席了会议。
沈钧儒在會上致开幕词。章伯钧作了政治报告。会议通过了《三中全会紧急声明》、《三中全会政治报告》和《三中全会宣言》等决议。《紧急声明》中表示坚决否认国民政府宣布民盟为“非法团体”的声明，不接受民盟总部在国民党威脅下宣布的“辞职”、“总部解散”和“停止盟员活动”的声明，并表示要“为彻底摧毁南京反动独裁政府，为彻底实现民主、和平、独立、统一的新中国而奋斗到底”。《三中全会政治报告》和《三中全会宣言》提到要重新建立民盟總部，从宣称自己是站在国共两党之间的第三者身份，转向同中国共产党合作。一届三中全会以后经过近一年，民盟在国统区先后恢复并新建了华东区、华南区、华中区、西南区、西北区等地方组织。